# Capela de São Pedro (São Miguel)
A Capela de São Pedro é um templo católico secundário sediado no município de São Miguel (Rio Grande do Norte), na comunidade do Sítio Cidade. Faz parte da Diocese de Mossoró.

## História
A capela de São Pedro foi criada em 1996, tendo como padroeiro São Pedro.
O atual presidente de pastoral é Claúdio Pinheiro, ministro da eucaristia da paróquia de São Miguel Arcanjo.